# ورسکمان
ورسکمان (به لاتین: Vrskmaň) یک منطقهٔ مسکونی در جمهوری چک است که در شهرستان خوموتوف واقع شده‌است. ورسکمان ۱۴٫۹۷ کیلومتر مربع مساحت و ۲۳۳ نفر جمعیت دارد و ۳۰۷ متر بالاتر از سطح دریا واقع شده‌است.